# 中州乐府音韵类编
《中州乐府音韵类编》（简称《中州音韵》、《中州韵》、《音韵类编》、《北腔韵类》）是介紹元朝大都語音的一本韻書，卓從之著。
該書成書年月不詳，有看法認為這本書是根據周德清的《中原音韻》改編而成的。但1351年楊朝英在《朝野新聲太平樂府》中提及「燕山卓氏《北腔韻類》」，即卓從之的《中州樂府音韻類編》（《中州音韻》），所以改編之說被認為是不可靠的。